# 백나예
백나예(본명: 백석원, 1981년 12월 14일~)은 대한민국의 피아니스트 겸 작곡가이다.

## 학력
- 대전둔산여자고등학교 (졸업)
- 배재대학교 피아노과 (졸업)
- 배재대학교 대학원 음악학과 (졸업)
- 충남대학교 일반대학원 국가정책대학원 공공정책박사과정중

## 경력
- 2002.8. Russia Irkutsk course 수료
- 2007.09~2007.12. 배재대학교 평생교육원 외래강사
- 2007.09~2010.08 배재대학교 음악학부 강사
- 2011년 3월~ 2012년 8월 배재대학교 음악학부 강사
- 2016.03~현재 Midwest University music institude Adjunct Professor
- 2016~ 아스토르 트리오(Astor trio) 리더[1]
- 2018.05~현재 행정안전부와 함께하는 2018년도 대한민국당뇨학교 음악멘토링수업 책임자[2]
- 2019~ 컬처타임즈 기획이사

## 공연
- 2005.11.24. 백석원 피아노 독주회
- 2006.06.27. 이인순교수 제자음악회
- 2007.11.19. 레가토 연주회
- 2008.09.09. 배재대학교 교수음악회
- 2008.12.11. 이원아티스트 초청 연주회
- 2008.12.20. 대전피아노연구회 정기연주회
- 2010.05.03. 대전그랜드피아노콘서트
- 2010.11.01. 레가토연주회
- 2011.05.17. 대전그랜드피아노콘서트
- 2012.06.27. 한국피아노학회 Piano Symposium
- 2014.05.20. 대전그랜드피아노콘서트
- 2015.09.29. 배재대학교130주년동문음악회
- 2016.06.27. 아시아국제피아노페다고지세미나
- 2016.08.18. 대전광역시청 스토리텔링콘서트
- 2016.09.17. 대전피아노연구회앙상블
- 2016.12.23. 뮤지토리 크리스마스 특별기획 피아노로 듣는 어른동화
- 2017.03.28. 대전피아노연구회 제47회 정기연주회
- 2017.05.23. 안녕! 슈베르트 청주 아트홀 연주
- 2017.10.19. 대전피아노연구회 제48회 정기연주회 (DAEJEON PIANO SOCIETY FOR THE RESEARCH)
- 2017.11.27. 프리마앙상블 낙엽위의 클래식 서원대학교연주
- 2017.12.09. Modern December BOM피아노앙상블 연주회
- 2018.06.02. 제4회 대전음악제 2018 DAEJEON MUSIC FESTIVAL ASTOR TRIO “FALL IN LOVE WITH TANGO”[3]
- 2018.10.02. 대전피아노연구회 제50회 정기연주회 (DAEJEON PIANO SOCIETY FOR THE RESEARCH)
- 2019.05.18 제51회 대전 피아노 연구회 정기 연주회 투리나(J.Turina)의 실루엣(Silhouettes)[4]
- 2019.06.23 ‘아스토르 트리오’, 유망단체 초청연주회 ‘유월의 실내악 향연(饗宴)’ 초청연주[5]
- 그 외 다수의 연주회 출연

## 수상
- 2018 당뇨병희망 교육봉사상 (국회 교육위원장 표창)[6]

## 앨범
| 앨범             | 발매일           | 작곡가 | 비고                                  |
| ---------------- | ---------------- | ------ | ------------------------------------- |
| Consolation 앨범 | 2017년 11월 10일 | 백나예 | 사랑 그그리움 , 눈물, 우리두사람 수록 |
| 루미너스 앨범    | 2019년 1월 18일  | 백나예 | 루미(Luminous), Sad Waltz 수록        |

### 듣기
- Consolation 앨범 https://www.melon.com/album/detail.htm?albumId=10243251 * 2017.11.10. 백나예 consolation 디지털싱글 앨범 발표 (KBS드라마 ‘이름없는 여자’OST 삽입)

- 루미너스 앨범 https://www.melon.com/album/detail.htm?albumId=10243251